# Acalypha subscandens
Acalypha subscandens är en törelväxtart som beskrevs av Henry Hurd Rusby. Acalypha subscandens ingår i släktet akalyfor, och familjen törelväxter. Inga underarter finns listade i Catalogue of Life.